# Centúria Sébastien Faure
La Centúria Sébastien Faure era un contingent d'anarquistes francesos i anarquistes italians que integraven la Columna Durruti durant la Guerra Civil espanyola, nomenat així pel teòric anarquista francès Sébastien Faure. El va conformar la Primera Centúria del Grup Internacional, i consistia en uns cinquanta membres de França, Itàlia i altres països. Inicialment constituït per anarquistes de nacionalitat francesa que havien viatjat a Espanya per combatre el feixisme, el grup aviat va integrar a italians i anarquistes estrangers d'altres països, com l'algerià Sail Mohamed.

## Membres notables
- Sail Mohamed
- Jean Mayol
- Marcel Montagut
- Pierre Odéon (un dels fundadors)
- Simone Weil
- George Sossenko
- Antonio Altarriba